# Lars-Göran Åslund
Pour les articles homonymes, voir Åslund.
Lars-Göran Åslund (né le 7 juin 1945) est un fondeur suédois.

## Palmarès

### Jeux Olympiques
| Épreuve / Édition | Sapporo 1972 |
| 15 km             | 18e          |
| 30 km             | 11e          |
| 4 × 10 km         | 4e           |

### Championnats du monde
| Épreuve / Édition | Vysoke Tatry 1970 | Falun 1974 |
| 15 km             | Or                |            |
| 30 km             | 6e                | 5e         |
| 50 km             | 5e                |            |
| '4 × 10 km        | Bronze            |            |